# Antennkomplexet

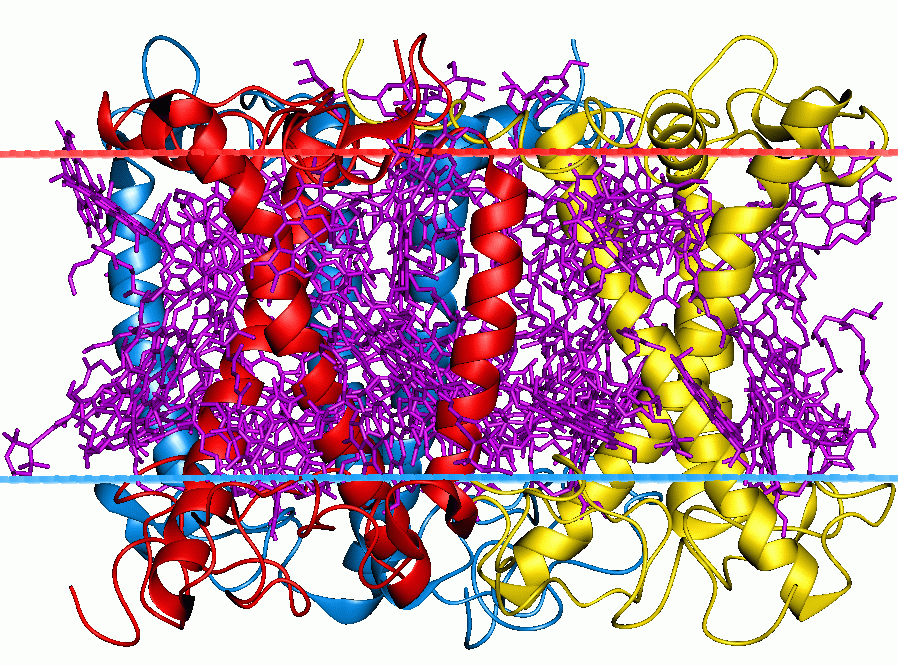
Det ringformiga anntennkomplexet LH2 (eller LHC-2) från fotosystem II sett från sidan. Rött, blått och gult är proteiner medan pigmentmolekylerna av okänd anledning färgats violetta.

Antennkomplexet är ett system av proteiner och ljuskänsliga pigment (som klorofyll och karotenoider). Det finns inuti kloroplasterna hos fotosyntetiserande organismer där det är bundet till tylakoidmembranen och fångar upp ljusenergi som leds vidare till reaktionscentret där den omvandlas till kemisk energi.
Antennpigmenten är hos växter främst klorofyll a, klorofyll b, xantofyller och karotener. Hos cyanobakterier, rödalger, glaukofyter och några kryptomonader förekommer även fykobiliner. Hos högre växter är de vanligaste karotenerna α-karoten och β-karoten, och de vanligaste xantofyllerna är lutein, zeaxantin, violaxantin och neoxantin. Kartenoiderna fyller också en funktion som antioxidanter och skyddar klorofyllmolekylerna mot fotooxidation. Varje antennkomplex har mellan 250 och 400 pigmentmolekyler och energin från de ljuskvanta de absorberar reläas genom resonansenergi till reaktionscentrum där två speciellt bundna molekyler av klorofyll a samverkar och överför energin i form av en exciterad elektron till elektrontransportkedjan. Elektronen ersätts genom oxidation av vatten till syrgas, protoner (vätejoner) och elektroner (så kallad fotolys av vatten): 
H2O + γ —> ½O2 + 2e- + 2H+.